# Sollevamento pesi ai Giochi della XXXI Olimpiade - 69 kg femminile
Le gare di sollevamento pesi della categoria fino a 69 kg femminile dei giochi olimpici di Rio de Janeiro 2016 si sono svolte il 10 agosto 2016 presso il padiglione 2 di Riocentro.

## Programma
L'orario indicato è riferito a quello brasiliano (UTC-3)
| Data                      | Ora   | Gruppo   |
| ------------------------- | ----- | -------- |
| Mercoledì, 10 agosto 2016 | 12:30 | Gruppo B |
| Mercoledì, 10 agosto 2016 | 15:30 | Gruppo A |

## Record
Prima della competizione, i record olimpici e mondiali erano i seguenti:
| Record mondiale | Strappo | Liu Chunhong Cina | 128 kg | 13 agosto 2008 Pechino, Cina |
| Record mondiale | Slancio | Liu Chunhong Cina | 158 kg | 13 agosto 2008 Pechino, Cina |
| Record mondiale | Totale  | Liu Chunhong Cina | 286 kg | 13 agosto 2008 Pechino, Cina |
| Record olimpico | Strappo | Liu Chunhong Cina | 128 kg | 13 agosto 2008 Pechino, Cina |
| Record olimpico | Slancio | Liu Chunhong Cina | 158 kg | 13 agosto 2008 Pechino, Cina |
| Record olimpico | Totale  | Liu Chunhong Cina | 286 kg | 13 agosto 2008 Pechino, Cina |

## Risultati
| Pos. | Atleta                      | Gruppo | Strappo (kg) | Strappo (kg) | Strappo (kg) | Strappo (kg) | Slancio (kg) | Slancio (kg) | Slancio (kg) | Slancio (kg) | Totale |
| Pos. | Atleta                      | Gruppo | 1            | 2            | 3            | Risultato    | 1            | 2            | 3            | Risultato    | Totale |
| ---- | --------------------------- | ------ | ------------ | ------------ | ------------ | ------------ | ------------ | ------------ | ------------ | ------------ | ------ |
|      | Xiang Yanmei                | A      | 113          | 116          | 118          | 116          | 142          | 145          | 147          | 145          | 261    |
|      | Zhazira Zhapparkul          | A      | 111          | 115          | 117          | 115          | 140          | 140          | 144          | 144          | 259    |
|      | Sara Ahmed                  | A      | 107          | 110          | 112          | 112          | 135          | 140          | 143          | 143          | 255    |
| 4    | Leidy Solís                 | A      | 106          | 110          | 110          | 110          | 140          | 143          | 146          | 143          | 253    |
| 5    | Nazik Avdalyan              | A      | 103          | 107          | 107          | 107          | 130          | 133          | 135          | 135          | 242    |
| 6    | Darya Pachabut              | A      | 105          | 105          | 108          | 105          | 126          | 132          | 137          | 132          | 237    |
| 7    | Neisi Dajomes               | B      | 100          | 104          | 107          | 107          | 130          | 135          | 135          | 130          | 237    |
| 8    | Ankhtsetseg Munkhjantsan    | A      | 106          | 106          | 108          | 106          | 131          | 135          | 135          | 131          | 237    |
| 9    | Marie-Eve Beauchemin-Nadeau | A      | 98           | 98           | 103          | 98           | 130          | 135          | 136          | 130          | 228    |
| 10   | Rebekah Tiler               | B      | 98           | 101          | 101          | 101          | 122          | 126          | 126          | 126          | 227    |
| 11   | Apolonia Vaivai             | B      | 88           | 88           | 92           | 88           | 108          | 113          | 117          | 113          | 201    |
| 12   | Duygu Aynaci                | B      | 85           | 88           | 90           | 90           | 105          | 110          | 110          | 110          | 200    |
| 13   | Gulnabat Kadyrova           | B      | 85           | 90           | 94           | 90           | 100          | 105          | 105          | 105          | 195    |
| 14   | Sonkbou Foudji              | B      | 77           | 82           | 86           | 82           | 100          | 105          | 110          | 105          | 187    |
| —    | Patrycja Piechowiak         | B      | 98           | 101          | 103          | 101          | —            | —            | —            | —            | —      |
| —    | Florina-Sorina Hulpan       | A      | 100          | 100          | 100          | 100          | —            | —            | —            | —            | —      |
| —    | Anastasiya Mikhalenka       | A      | 103          | 103          | 103          | —            | —            | —            | —            | —            | —      |